# Saint-Pierre-des-Nids
Saint-Pierre-des-Nids è un comune francese di 1 974 abitanti situato nel dipartimento della Mayenne nella regione dei Paesi della Loira.

## Società

### Evoluzione demografica
Abitanti censiti